# L'una i l'altra
L'una i l'altra  (títol original en francès: L'Une et l'Autre) és una pel·lícula francesa dirigida per René Allio estrenada el 1967. Ha estat doblada al català.

## Argument
Una actriu, que viu des de fa set anys amb un fotògraf, voldria trencar sense poder dir-ho. Envia la seva germana que admira per la seva independència, anunciar la notícia al seu amant.

## Repartiment
- Malka Ribowska: Anne
- Marc Cassot: Julien
- Philippe Noiret: André
- Claude Dauphin: Serebriakov
- Françoise Prévost: Simone
- Christian Alers: Remoulin
- Michel Robin